# Congress Plaza Hotel
El Congress Plaza Hotel está ubicado en South Michigan Avenue frente al Grant Park en Chicago en 520 South Michigan Avenue. Su edificio de once pisos fue diseñado originalmente por el arquitecto Clinton J. Warren como un anexo al Auditorium Building otro lado de la calle. Los dos edificios estaban conectados por un pasaje subterráneo revestido de mármol llamado Peacock Alley. Después de abrir sus puertas en 1893, para la Exposición Mundial de Columbia, el hotel se sometió a dos grandes ampliaciones y renovaciones, primero en 1902 y luego nuevamente en 1907, lo que elevó el complejo total a 93 000 m². El diseño y la construcción de estas dos adiciones fueron supervisados por la firma de Holabird & Roche. El hotel ahora cuenta con 871 habitaciones y suites.

## Historia

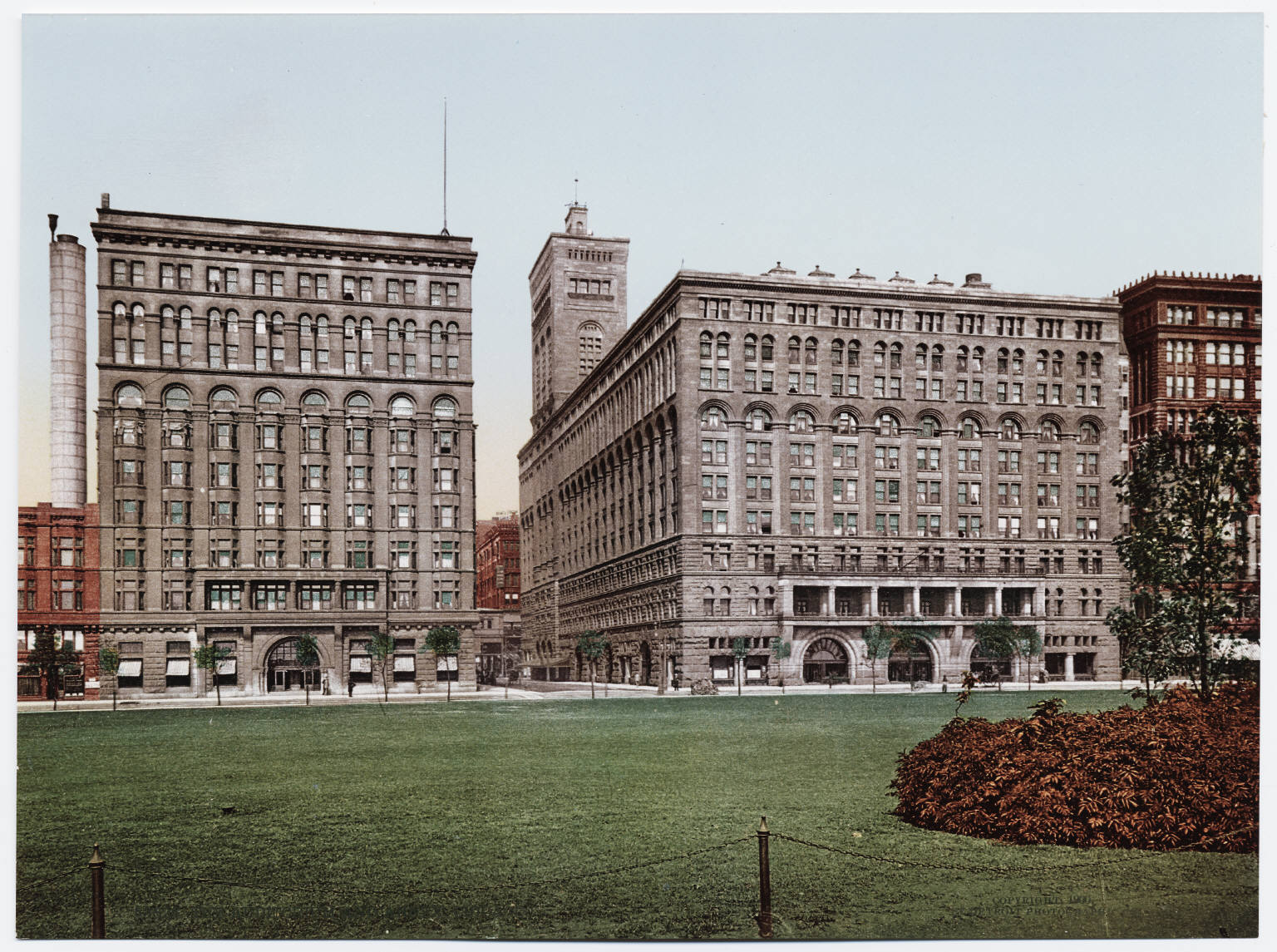
Una vista histórica del Hotel Congress Plaza (izquierda) y del Auditorium Building

Durante la década de 1930, el hotel estuvo a cargo de la empresa nacional de gestión hotelera Ralph Hitz, pionera de la industria hotelera. Al mismo tiempo, parte del hotel se utilizó como ubicación para un programa de radio de Benny Goodman para la NBC. Tras el estallido de la Segunda Guerra Mundial, el Gobierno compró el Hotel Congress y lo utilizó como escuela de entrenamiento para las Fuerzas Aéreas del Ejército de los Estados Unidos.
Reabrió para uso civil a tiempo para las convenciones políticas de verano de 1944. En ese momento, John J. Mack era presidente de Michigan-Congress Hotel Corporation.
En 1950, Pick Hotel Corporation compró el hotel y supervisó una importante renovación de todo el hotel, que incluyó nuevas suites y restaurantes.
Otro proyecto de modernización comenzó en la década de 1960, que agregó un salón de baile y escaleras mecánicas.
Actualmente, el hotel no está afiliado a ninguna cadena nacional. Ha sido propiedad de un grupo de inversores dirigido por Albert Nasser de Tel-Aviv, Israel, desde 1987.
El hotel se destaca con frecuencia como uno de los edificios más encantados de Chicago. E

## Hospedaje de presidentes y eventos importantes
A lo largo de los años, el Congreso ha dado la bienvenida a muchos presidentes y ha sido sede de importantes eventos.
Los presidentes que se han alojado o visitado el Congreso incluyen a Grover Cleveland, William McKinley, Teddy Roosevelt, William Howard Taft, Woodrow Wilson, Warren Harding, Calvin Coolidge y Franklin Roosevelt.
En junio de 1912, Theodore Roosevelt se hospedó en Congress Plaza cuando se celebró la Convención Nacional Republicana de 1912 en Chicago. Roosevelt, que en ese momento buscaba la nominación republicana a la presidencia, habló desde el balcón de su habitación en el hotel a una multitud reunida al otro lado de la calle en Grant Park.
En octubre de 1916, Woodrow Wilson, pasó por el hotel como parte de su visita a la ciudad. Más de un centenar de manifestantes del Partido Nacional de Mujeres se manifestaron a favor del sufragio femenino con una protesta silenciosa. Sosteniendo pancartas como "Wilson está en contra de las mujeres", las manifestantes fueron atacadas por una turba y sus pancartas destruidas mientras la policía miraba y, en algunos casos, se reía, según informes de prensa.
Los eventos que se han llevado a cabo en el hotel incluyen la Convención Nacional del Partido de la Prohibición de 1963 el 23 de agosto de 1963.

## Huelga
El 15 de junio de 2003, alrededor de 130 miembros de UNITE HERE Local 1 se declararon en huelga para protestar contra una propuesta de recorte salarial del siete por ciento. El 16 de junio de 2007, Barack Obama, que entonces se postulaba para la presidencia, se mantuvo brevemente junto al piquete y prometió regresar como presidente, pero no lo hizo. La huelga, una de las más largas del mundo, terminó el 30 de mayo de 2013 después de casi 10 años. La dirección no hizo concesiones.

## Murales
El pintor de la Sociedad de Artistas de Taos, E. Martin Hennings, pintó los murales del techo dentro de la Sala Florentina alrededor de 1918.
En 1940, Louis Grell (1887-1960), un artista con sede en Chicago, recibió el encargo de pintar trece murales para las lunetas que son una característica arquitectónica que rodea el gran vestíbulo. Los murales eran varias escenas populares alrededor de Chicago en ese momento.
Bajo la propiedad de Albert Pick Jr en 1952, Grell recibió nuevamente el encargo de pintar las mismas lunetas arquitectónicas, esta vez Grell incorporó figuras de Chicago en las escenas que representan importantes oficios significativos para el crecimiento y el simbolismo de Chicago. Lady Liberty fue encontrada en un mural con la "Y" del río Chicago en su regazo. 
Además, en 1955 Pick encargó a Grell una vez más, durante una de las muchas renovaciones, pintar tres paredes para la recién decorada Sala Pompeya, que también tenía una magnífica fuente de vidrio Louis Comfort Tiffany en el centro de la gran sala. Hoy el vidrio cubre las trece lunetas donde podrían estar escondidos los murales. 
Grell también pintó un gran pavo real blanco que estaba montado sobre la barra al lado de Peacock Alley. Cada pared tenía un mural principal griego / romano central, sin embargo, Grell decoró toda la pared con varios patrones de flora y diseños personalizados.

## Galería

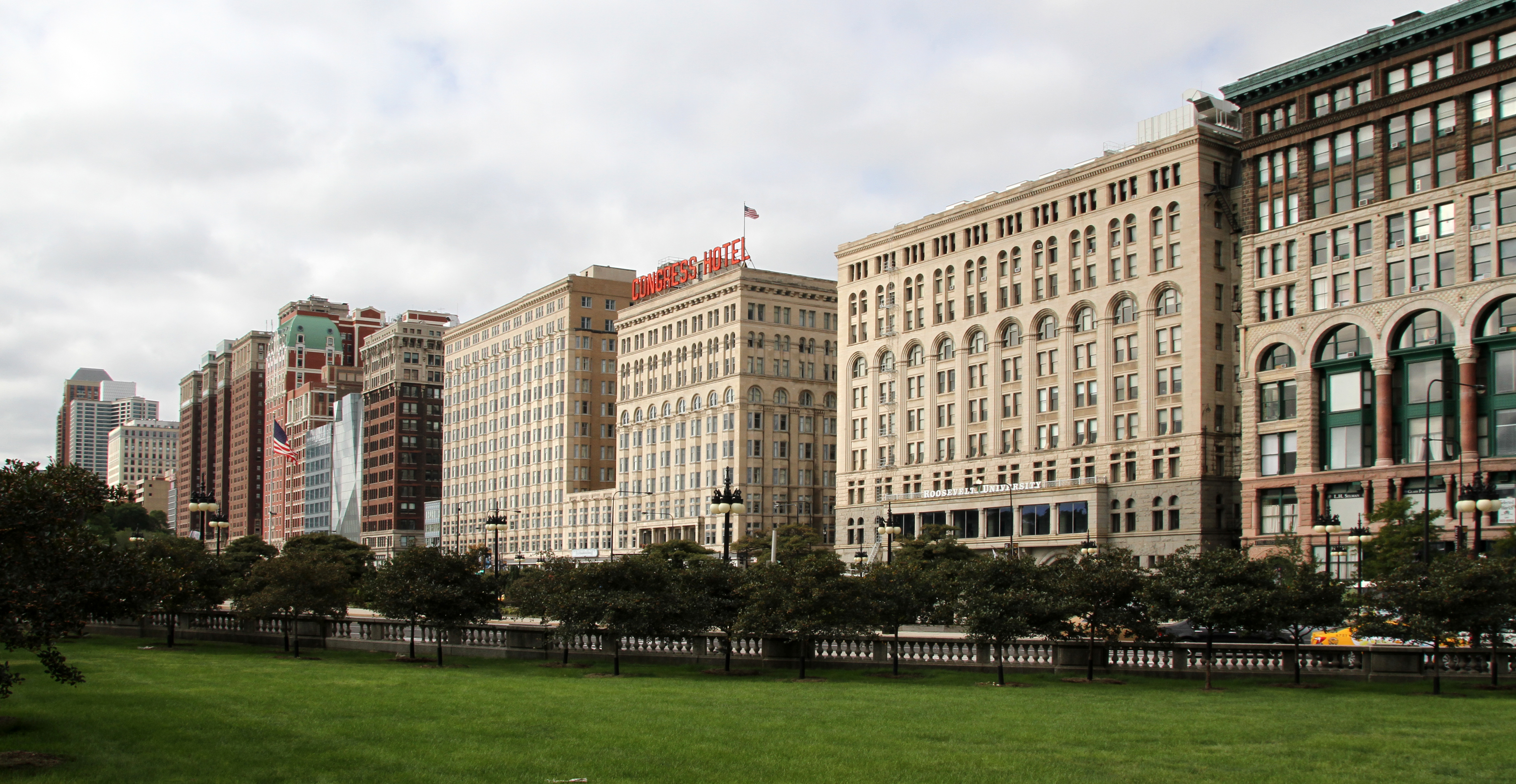
Fachada de la avenida Míchigan
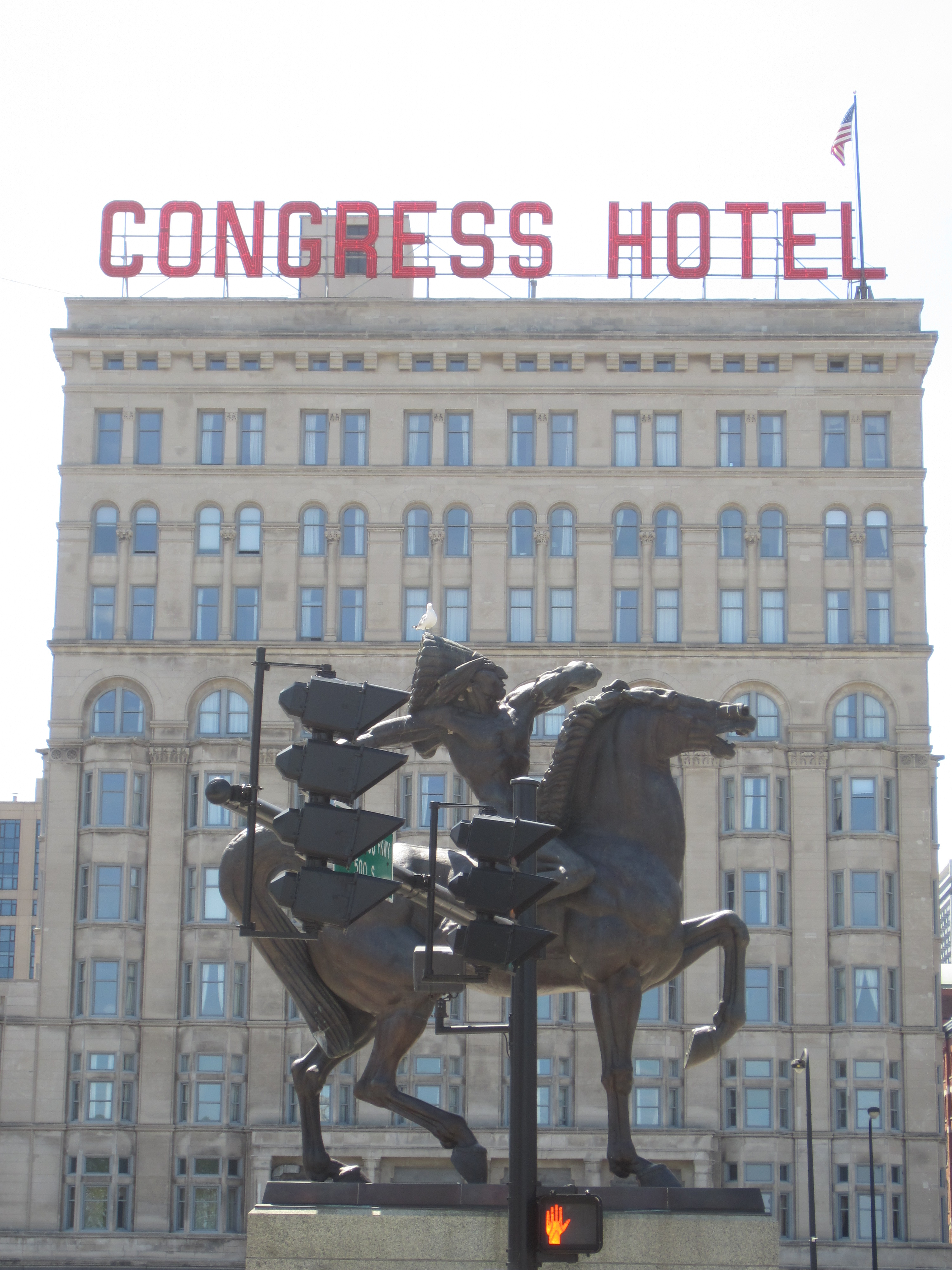
The Bowman
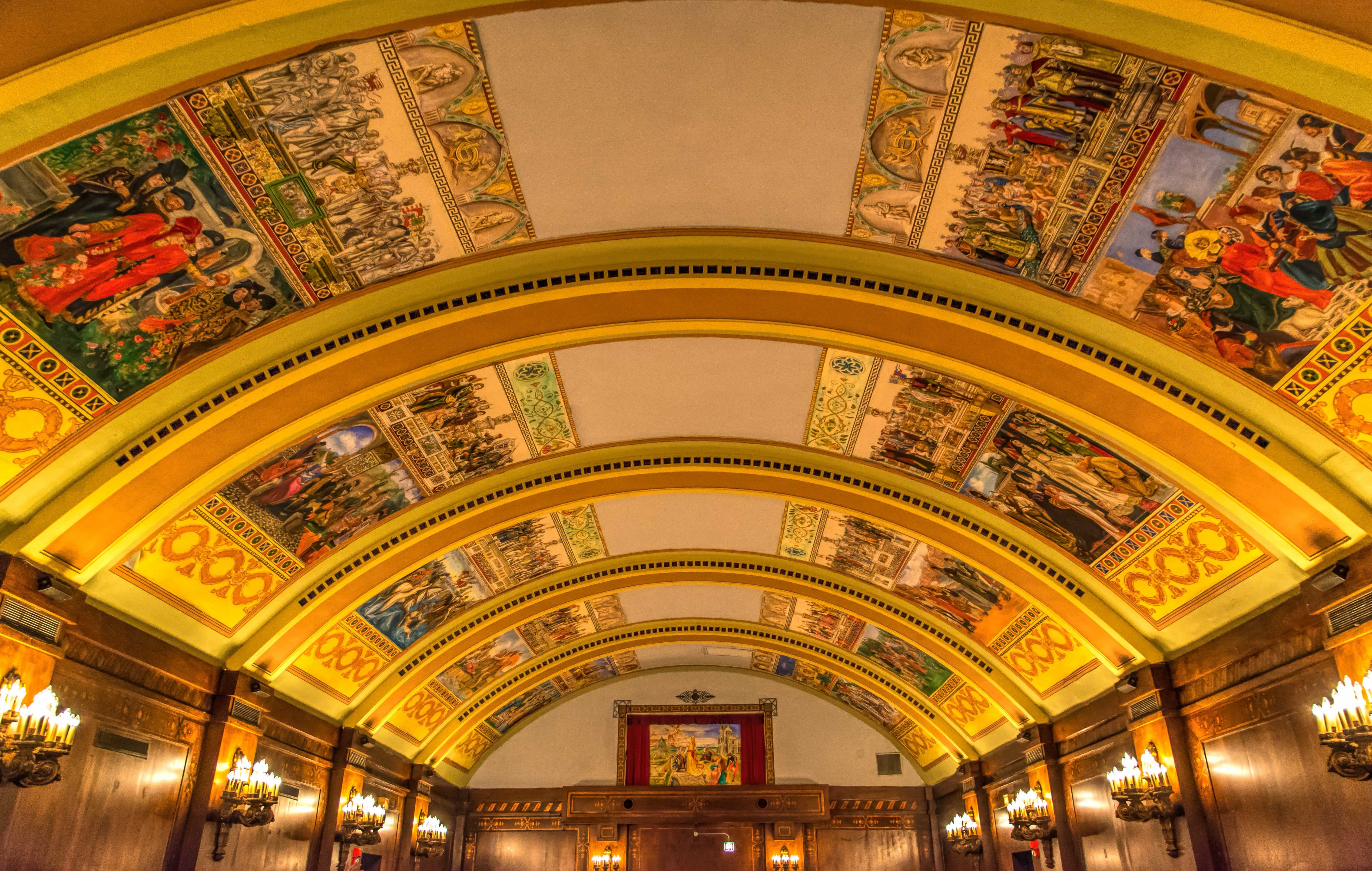
The Florentine Room
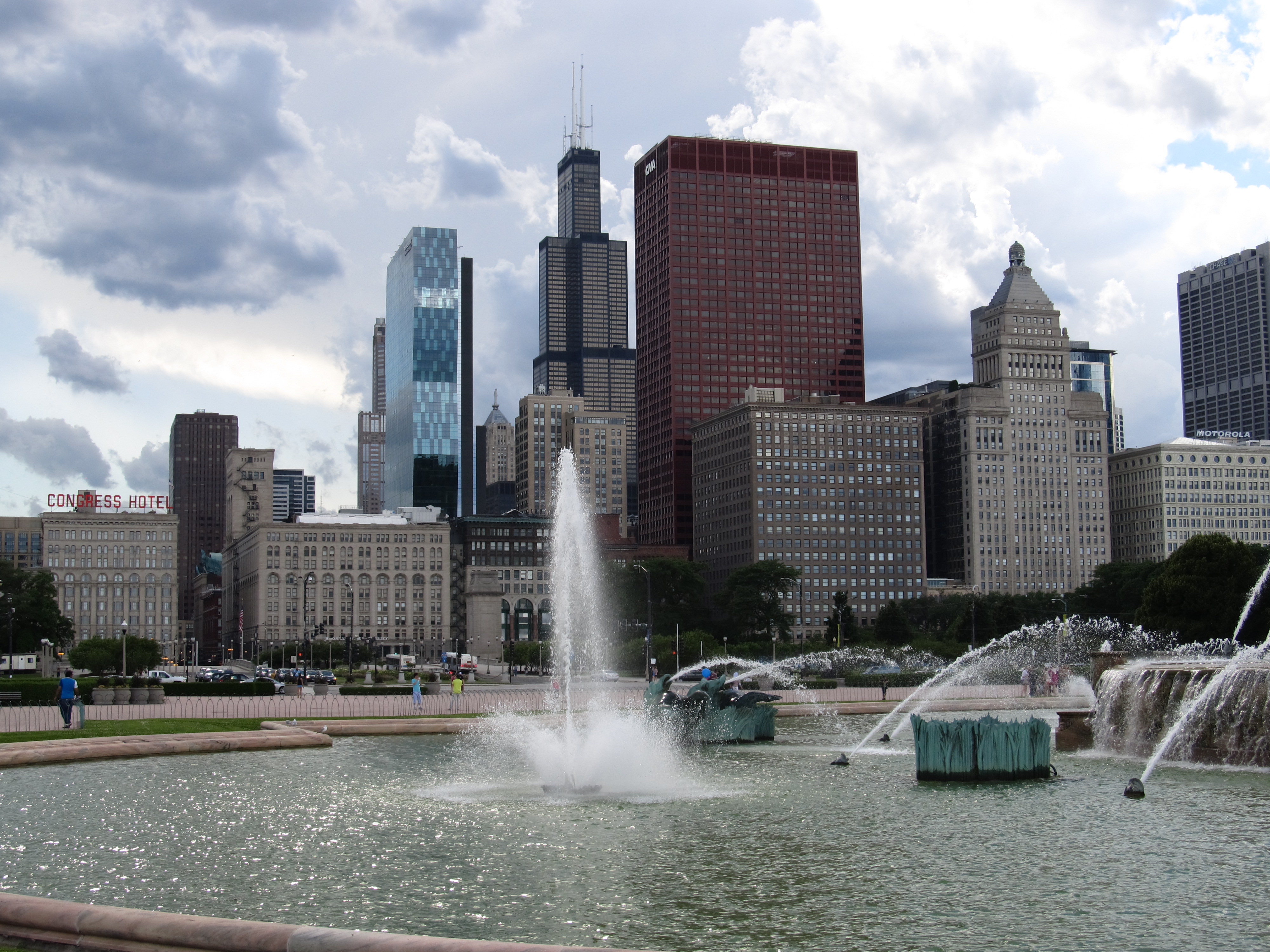
Skyline de Chicago